# フランシスコ・クラヴェイロ・ロペス
フランシスコ・ヒジノ・クラヴェイロ・ロペス（ポルトガル語: Francisco Higino Craveiro Lopes、1894年4月12日 -  1964年9月2日）は、ポルトガルの政治家、軍人。大統領を務めた。ポルトガル軍の将軍で、インド総督ジョアン・カルロス・クラヴェイロ・ロペスの息子である。

## 生涯
1911年にコレジオ・ミリタール理工学部を卒業し、騎兵隊へ入隊した。1951年にアントニオ・オスカル・カルモナ大統領の死去に伴い、アントニオ・サラザールによって大統領候補に擁立されて就任した。1958年の大統領選挙ではサラザールはアメリコ・トマスを代わりに擁立した。ロペスは反サラザール派に対立候補として立候補するよう依頼されたが、拒絶した。政府は埋め合わせとして彼を元帥に昇進させた。
1961年にジュリオ・ボテーリョ・モニス国防相の率いた反サラザール右派クーデターに関与した。1964年9月2日にリスボンで死去した。